# 佐藤繁彦
佐藤 繁彦（さとう しげひこ、1887年9月24日 - 1935年4月16日）は、日本の牧師、神学校教師。日本におけるマルティン・ルターの研究の開拓者である。

## 来歴

### 初期
1887年(明治20年)福島県会津若松市に生まれる。1907年(明治40年)に第一高等学校に入学する。

### キリスト教入信
同年キリスト教に入信して、組合教会の指導者の海老名弾正から本郷教会で洗礼を受ける。1910年(明治43年)に東京帝国大学に入学するが、同年京都帝国大学に転校する。1913年(大正2年)、京都帝大卒業後、東京帝大大学院でルターの研究を始めた。大学院時代は、日本基督教会の神学校の東京神学社でも学び、富士見町教会で牧会する植村正久に師事した。また、同教会で青年学生の指導に当たった。

### 長老派牧師時代
1918年(大正7年)に結婚して、新義州日本基督教会の牧師として赴任した。1920年(大正9年)に熊本の日本基督教会に転任、同時に九州学院神学部の講師に就任した。

### ルーテル派時代
1922年(大正11年)よりドイツに渡り、1924年(大正13年)までテュービンゲン大学とベルリン大学でカール・ホル、カール・ハイムに師事しルターを研究した。帰国後、「ルッター研究会」を創立して、月刊誌『ルッター研究』を発行する。また、ルーテル教会に移籍する。
1925年(大正14年)に九州学院神学部が東京に移転して日本ルーテル神学専門学校になった時に東京に移り、同校の歴史神学の教授としてルター神学を研究し、日本におけるルター研究の草分けになった。1933年に『ローマ書講解に現れしルッターの根本思想』を京都帝大に提出して、文学博士の学位を得た。ホルの影響を強く受けているといわれる。1935年(昭和10年)に胃癌で死去。墓所は多磨霊園(11-1-19)